# Hugo Boss

Prägezeichen Stilisierte BB – BOSS, Exponat des Muzeum Miniaturowej Sztuki Profesjonalnej Henryk Jan Dominiak w Tychach, 14 × 13 mm, aus Metalle

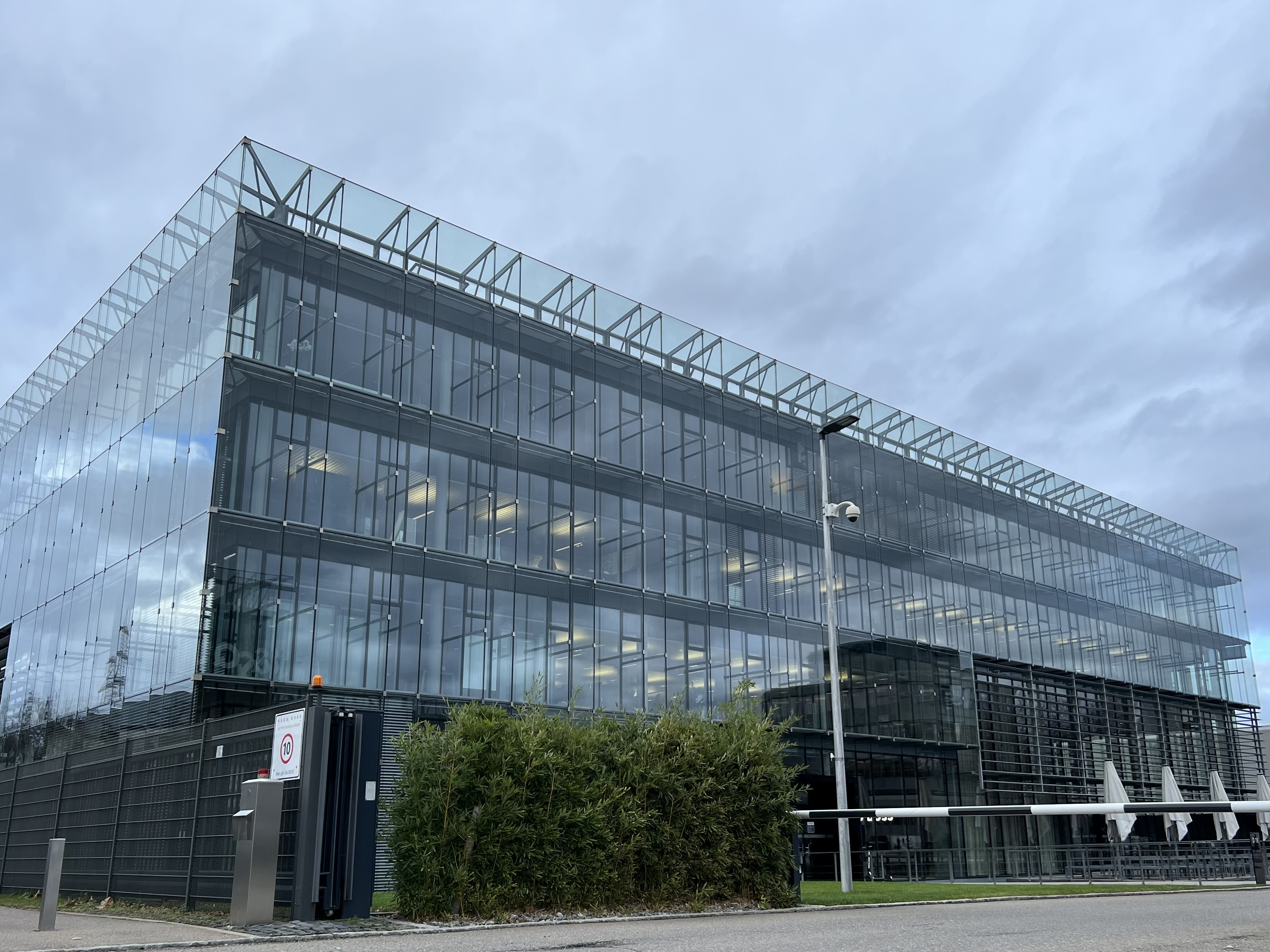
Gebäude auf dem Firmengelände in Metzingen

Die Hugo Boss AG (Eigenschreibweise HUGO BOSS) ist ein börsennotiertes deutsches Modeunternehmen mit Sitz in Metzingen. 
Das Unternehmen produziert und verkauft über eigene Ladengeschäfte, den gehobenen Einzelhandel sowie online Bekleidung, Lederwaren, Schuhe und Accessoires für Herren und Damen und vertreibt über Lizenznehmer zudem Kindermode, Parfüm, Brillen, Uhren, Heimtextilien, Reitbekleidung, Schreibutensilien sowie Hunde-Accessoires. Die Modemarken des Unternehmens sind unter anderem Boss und Hugo (Eigenschreibweise BOSS und HUGO).

## Geschichte

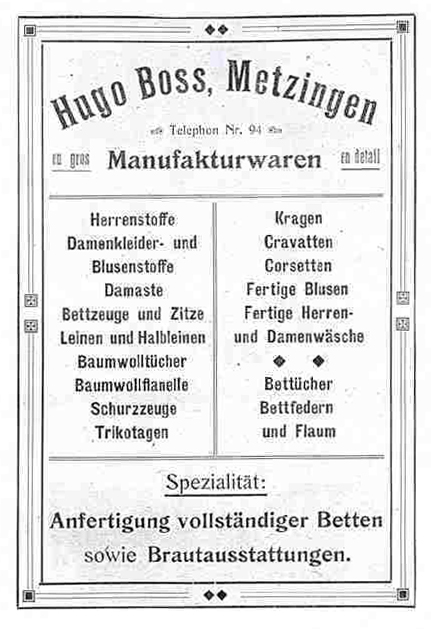
Anzeige, 1922

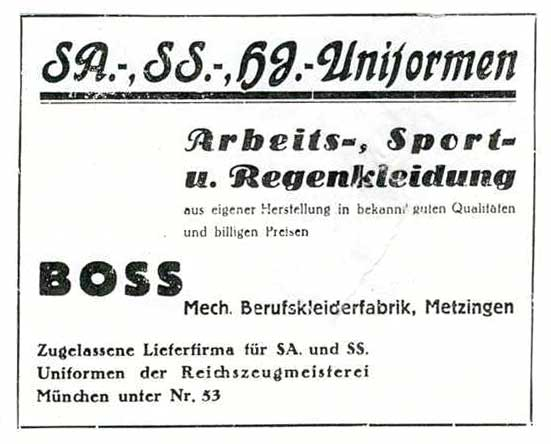
Anzeige in der Alb-Neckar-Zeitung, 1933

### Anfangsjahre
Nach dem Ende des Ersten Weltkrieges übernahm Hugo Ferdinand Boss (1885–1948) in Metzingen den Bekleidungseinzelhandel seiner Eltern und meldete dieses Geschäft 1922 als Gewerbebetrieb für Manufakturwaren an. Die eigentliche Gründung der Fabrik zur Herstellung von Berufskleidung folgte erst 1924 mit der finanziellen Beteiligung der Brüder Albert und Theodor Bräuchle als Gesellschafter. Die Firma produzierte anfangs Windjacken, Wäsche und Herrenoberhemden, später auch Arbeitskleidung, Sportartikel und Regenmäntel.
Für die Jahre 1925 und 1926 meldete Hugo Boss, wie alle Metzinger Betriebe, für seine knapp 30 Beschäftigten Kurzarbeit an. Im Zusammenhang mit der Weltwirtschaftskrise nach dem New Yorker Börsencrash von 1929, musste der Betrieb die Belegschaft um knapp ein Viertel reduzieren und 1931 Insolvenz anmelden. Hugo Boss einigte sich auf einen Vergleich mit seinen Gläubigern und die Produktion konnte fortgesetzt werden. Im selben Jahr trat Hugo Ferdinand Boss in die NSDAP ein und bekam zeitgleich Aufträge über die Produktion von Bekleidung für die NSDAP und deren Organisationen. Die Aufträge halfen Hugo Boss, den Betrieb wieder zu stabilisieren.
In den 1930er-Jahren und während des Zweiten Weltkriegs bestand die Unternehmensleitung aus bekennenden Nationalsozialisten und erhielt weiterhin Aufträge zur Lieferung von Uniformen an die SA, SS, Wehrmacht und die Hitlerjugend. Das Unternehmen fertigte als eines der ersten Braunhemden, Kopien der 1924 von Gerhard Roßbach eher zufällig in der SA eingeführten „Lettow-Hemden“, und warb 1930 stolz: „Parteiausrüster bereits seit 1924“. Die Fabrik war „einer von zahlreichen kleineren Fertigungsbetrieben, die an der Uniformproduktion beteiligt waren“. An den Entwürfen der Uniformen war Hugo Boss nicht beteiligt. Zusätzlich zu den ca. 300 Mitarbeitern beschäftigte das Unternehmen während des Zweiten Weltkriegs ungefähr 140 Zwangsarbeiter, hauptsächlich Frauen, in der Mehrzahl aus der Sowjetunion und Polen, zudem rund 40 Kriegsgefangene aus Frankreich.
Im Entnazifizierungsverfahren wurde Hugo Ferdinand Boss zunächst als „Belasteter“, dann als „Mitläufer“ eingestuft; die anfänglich verhängte Geldstrafe über 100.000 Reichsmark wurde auf 25.000 Reichsmark reduziert. Im Juni 2000 trat das Unternehmen Hugo Boss der Stiftungsinitiative der Deutschen Wirtschaft zur Entschädigung der Zwangsarbeiter bei, und beteiligte sich finanziell am Fonds. Eine erste, vom Unternehmen Ende der 1990er Jahre in Auftrag gegebene Studie über die Situation im „Dritten Reich“ wurde vom Unternehmen nicht veröffentlicht. Die Autorin, Elisabeth Timm, stellte diese später selbst ins Internet. Im späteren Nachgang führte der Wirtschaftshistoriker Roman Köster eine eigenständige Untersuchung durch, welche ebenfalls unternehmensseitig finanziert wurde und 2011 im Verlag C. H. Beck erschien.
Das Modeunternehmen entschuldigte sich in demselben Jahr bei allen Menschen, „die durch den Fertigungsbetrieb von Hugo Ferdinand Boss zu Zeiten des Nationalsozialismus Leid erfahren haben“.

### Entwicklung zum Modeunternehmen
Nach dem Tod von Hugo Ferdinand Boss (1948) leiteten sein Sohn Siegfried Boss und sein Schwiegersohn Eugen Holy das Unternehmen. Die Produktion konzentrierte sich zunächst auf Uniformen für die französische Armee und das französische Rote Kreuz, dann auf Uniformen für Post, Bahn und Polizei. 1953 wurde der erste Herrenanzug von Boss auf den Markt gebracht. 1967 übernahmen die Söhne von Eugen Holy, die Brüder Uwe Holy und Jochen Holy, den Betrieb. 1972 eröffneten die Holy-Brüder in einer nahegelegenen Lagerhalle den ersten Fabrikverkauf, woraus sich die Outletcity Metzingen entwickelte. 1975 wurde der österreichische Designer Werner Baldessarini eingestellt, der schließlich zum Chefdesigner aufstieg. Die Marke Boss wurde 1977 in das Markenregister eingetragen. 1984 vergab das Unternehmen seine erste Parfümlizenz und das erste Boss-Parfüm Hugo Boss (1998 in Boss Number One umbenannt) wurde 1985 vorgestellt.
1985 ging das Unternehmen an die Börse; 1991 wurde die italienische Marzotto-Gruppe Mehrheitsaktionär. Die Holy-Brüder verließen das Unternehmen 1993. Unter dem neuen Vorstandsvorsitzenden Peter Littmann wurde ein Drei-Marken-Konzept durchgesetzt: Neben der Kernmarke Boss wurden die Linien Hugo und Baldessarini eingeführt. Littmann verließ das Unternehmen 1997 nach Meinungsverschiedenheiten mit der Marzotto-Gruppe und Baldessarini wurde 1998 zum Vorstandsvorsitzenden berufen.
1998 wurde erstmals Damenmode (Hugo Womenswear) vermarktet, wobei zeitgleich der erste Damenduft (Hugo Woman) erschien. Seither ist eine große Anzahl von Düften und Pflegeserien lanciert worden. 2016 übernahm Coty die Parfümlizenzen für Hugo Boss von Procter & Gamble. Im Januar 1999 ging Hugo Boss mit dem eigenen Internetauftritt erstmals online.
Ebenfalls 1999 wurde die Marke Boss Orange als eigene Linie für Freizeitbekleidung eingeführt, gefolgt von Boss Selection (2004) sowie Boss Green, die 2004 aus Boss Golf hervorging. 2000 kam Boss Woman auf den Markt, eine zunächst in Mailand von Grit Seymour verantwortete Produktlinie, die seitdem auch auf der Berlin Fashion Week sowie der New York Fashion Week zu sehen war. 2002 erfolgte eine Neupositionierung mit einem Design-Team am Standort Metzingen. Die Marke Baldessarini wurde 2006 an Werner Baldessarini verkauft und im Boss-Sortiment durch die Kollektion Boss Selection ersetzt. Boss Selection wurde 2009 um Boss Selection Tailored Line erweitert, jedoch Mitte 2012 in die Kernmarke Boss integriert.

### Aufstieg zum internationalen Modekonzern

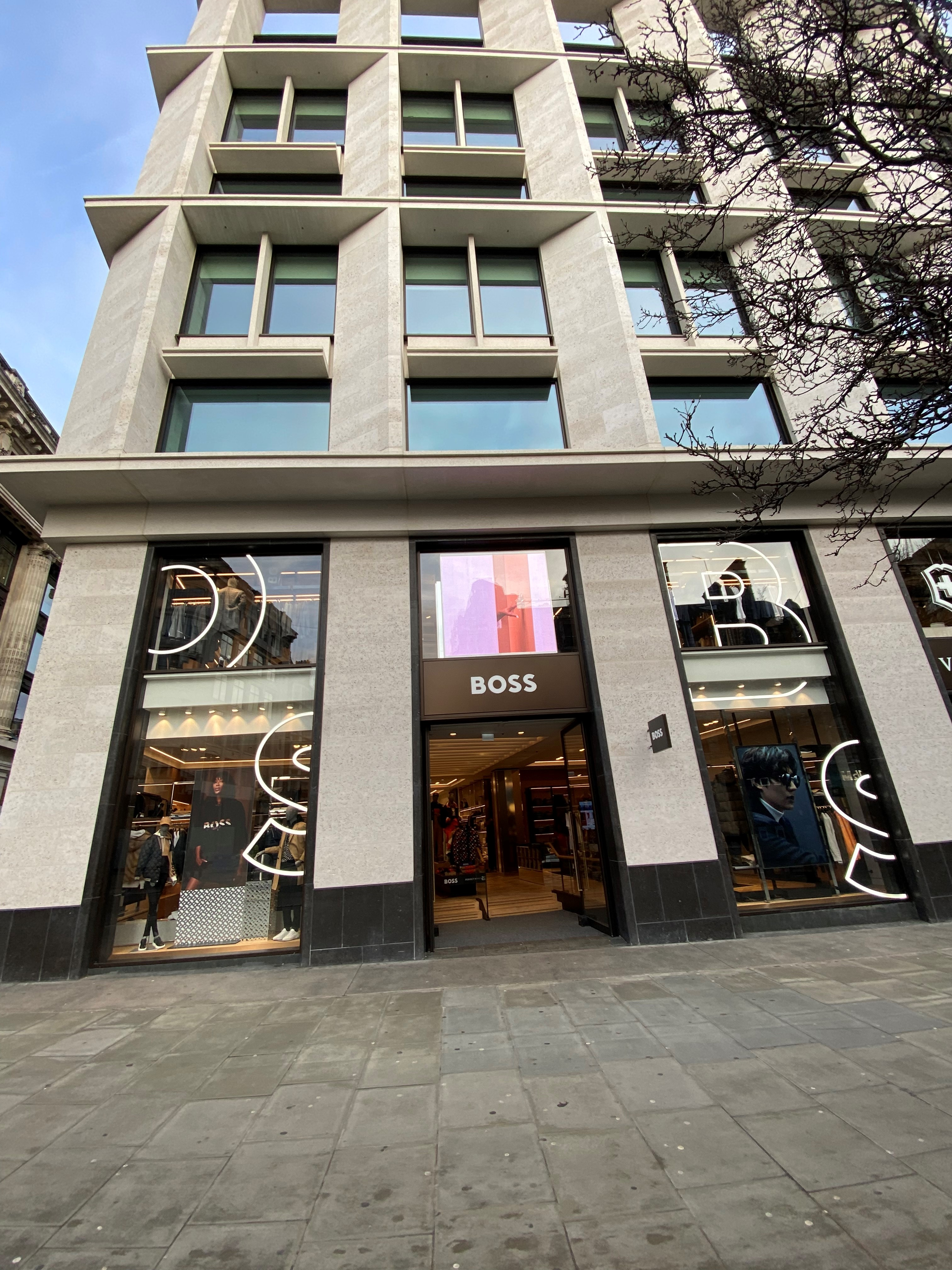
Store in London, 2022

2002 verließ Baldessarini das Unternehmen und Bruno Sälzer übernahm den Posten des Vorstandssprechers. Unter seiner Leitung wurde Hugo Boss zu einem Lifestyle-Konzern umgewandelt, die Damenlinie neu positioniert sowie die internationale Expansion vorangetrieben, vor allem in den asiatischen Märkten. 2005 trennte Marzotto seine Bekleidungs- und Modeaktivitäten in die Valentino Fashion Group ab. 2007 wurde Valentino vom Finanzinvestor Permira für 3,5 Mrd. Euro übernommen, der anschließend maßgeblichen Einfluss auf das Unternehmen Hugo Boss ausübte. Sälzer schied im Februar 2008 aus.
Mitte 2008 bestellte Permira Claus-Dietrich Lahrs zum Vorstandsvorsitzenden von Hugo Boss. Kurz darauf startete das Unternehmen den Onlinehandel in Großbritannien, weitere Länder folgten. Ende 2009 wurde Hugo Boss aus der Valentino Fashion Group herausgelöst; fortan wurde der Hugo Boss-Anteil von Permira über deren Red & Black Holding gehalten. Seit einer Aktienplatzierung an der Börse im November 2011 hielt Permira an Hugo Boss rund 66 % des gesamten Aktienkapitals und 89 % der Stimmrechte.
2013 wurde der Designer Jason Wu als künstlerischer Leiter der Boss-Damenkollektion eingestellt. Die Kooperation endete 2018. Währenddessen trennte sich Permira sukzessive bis Anfang 2015 von ihrer Hugo Boss-Beteiligung. Seitdem hat die Marzotto-Familie ihren Anteil auf 15 % ausgebaut.
2016 schied Lahrs aus dem Konzern aus und Mitte Mai wurde der bisherige Finanzvorstand Mark Langer zum neuen Vorstandsvorsitzenden ernannt. Kurz darauf erfolgte eine Neuausrichtung. In der Folge wurden nur noch die Marken Boss und Hugo geführt, die Linien Boss Orange und Boss Green wurden eingestellt. Weiterhin wurde die Harmonisierung der eigenen globalen Preise fortgesetzt, während unrentable Läden geschlossen wurden. Zudem wurde die Modernisierung bestehender Läden vorangetrieben und dem Ausbau des E-Commerce-Geschäfts Vorrang gegeben. 2017 wurde Hugo Boss zudem erstmals in den Dow Jones Sustainability Index aufgenommen. 2020 stieg die britische Frasers Group von Mike Ashley mit rund 5 % bei Hugo Boss ein. Dieser Anteil wurde bis Februar 2023 auf 2,63 % reduziert, Ashley hält aber über Finanzinstrumente Zugriff auf weitere 24,69 %.
Im Juni 2021 übernahm Daniel Grieder den Vorstandsvorsitz des Konzerns. Unter seiner Leitung wurde die Wachstumsstrategie Claim 5 eingeführt, mit dem Ziel, die Kundenerfahrung und das Produktangebot zu verbessern, die Relevanz zu erhöhen und das Wachstum in allen geografischen Regionen voranzutreiben. Die Strategie soll das nachhaltige Wachstum des Unternehmens sicherstellen und gleichzeitig den Schwerpunkt der Strategie auf Kunden und Nachhaltigkeit setzen. Daniel Grieder rief 2021 das Ziel aus, 4 Milliarden Euro Umsatz bis 2025 zu generieren. Da dieses Umsatzziel zwei Jahre früher erreicht wurde, erhöhte Hugo Boss im Juni 2023 das Umsatzziel für 2025 auf 5 Milliarden Euro. Anfang 2024 gab Grieder jedoch bekannt, das Umsatzziel von 5 Milliarden Euro vermutlich erst verspätet erreichen zu können, woraufhin die Hugo Boss-Aktie kurzzeitig um 18 % sank.
2022 wurde Marco Falcioni zum Kreativchef ernannt. Im selben Jahr investierte Hugo Boss in das Start-up Heiq, das den Zellulose-Stoff Heiq Aeoniq entwickelt. 2023 begann die Nutzung der Faser in Textilien des Unternehmens.
Um erhöhte Nachfragen bedienen zu können, investierte der Konzern im selben Jahr 100 Mio. Euro in den Neubau am Standort Bonladen-Filderstadt in der Nähe von Stuttgart. Die Investitionen fließen in die Digitalisierung und Automatisierung der Prozesse und Robotikanwendungen.
Im Juni 2023 eröffnete Hugo Boss im portugiesischen Gondomar den Hugo Boss Digital Campus.
Im Dezember 2024 erhöhte die Frasers Group ihren Anteil an direkt gehaltenen Aktien an dem Unternehmen auf 19,25 %, nachdem sie bereits im August in einer Pflichtmitteilung eine Erhöhung auf mehr als 15 % erklärt hatte.

## Geschäftsbereiche
Seit 2017 führt Hugo Boss eine Zweimarkenstrategie mit der Kernmarke Boss für gehobene Business- und Freizeitkleidung und Hugo für eine junge Zielgruppe. Hugo Boss ist in folgenden Segmenten tätig:
- Boss: Unter der Kernmarke Boss und deren Sublinien Boss Black, Boss Orange, Boss Green sowie Boss Camel werden Businesskleidung und Freizeitmode von klassisch bis modisch und freizeitlich-sportlich angeboten.[45][80] Die Marke führt Damen- und Herrenbekleidung und richtet sich an eine ältere Zielgruppe (Millennials).[81][82] 2022 belief sich der Anteil von Boss Womenswear am Gesamtumsatz des Unternehmens auf 10 %.[83]
- Hugo: Die Marke Hugo produzierte ab 1993 Mode für Herren,[45][80] 1998 folgte Mode für Damen (Hugo Womenswear).[35] Mittlerweile richtet sich die Marke geschlechterübergreifend an die Generation Z.[81][82] Im Februar 2024 führte Hugo Boss eine weitere Markenlinie namens Hugo Blue mit Kleidung aus Denim und anderen Stoffen ein.[84]
- Kinderbekleidung: Seit 2008 gibt es Kollektionen für Kinder,[85] zunächst unter der Marke Boss Orange. 2009 wurde die Lizenz für Kinderkleidung an eine französische Kindermode-Gruppe vergeben.[86] Diese produzierte anfangs ausschließlich unter der Marke Boss, seit 2022 nun auch unter der Marke Hugo.[87]
- Schuhe: Seit 1995 stellt Hugo Boss Schuhe her. Zunächst war MH Shoes & Accessories Lizenznehmer, seit 2004 stellt der Konzern die Schuhe unter Boss Shoes selbst her.[88]
- Fragrances: Unter den Namen Boss und Hugo werden Parfüms, Cremes, Deodorants und Duschgels für Herren und Damen angeboten. Das erste Boss-Parfüm, der Herrenduft Hugo Boss, das 1998 in Boss Number One umbenannt wurde, ist bis heute erhältlich.[30]
- Brillen und Uhren: Seit 1989 lässt das Unternehmen Brillen in Lizenz herstellen, seit 1996 Uhren.[89]
- Heimtextilien: 2011 wurde die Boss Home-Kollektion mit Bettwäsche, Frottierwaren und anderen Heimtextilien ebenfalls in Lizenz hergestellt, auf einer Fachmesse präsentiert und anschließend vermarktet.[90]
- Reitbekleidung: Seit August 2023 lässt Hugo Boss unter der Marke Boss Equestrian von Bold Equestrian Ltd. Reitbekleidung produzieren.[91]
- Schreibgeräte: Zudem lässt Hugo Boss Schreibgeräte in Lizenz herstellen.[92]
- Hundeaccessoires: Seit 2022 lässt das Unternehmen in Lizenz Accessoires für Hunde produzieren.[93]

## Anteilseigner und Börse
Die Aktie Hugo Boss ist seit März 1999 Bestandteil des Börsenindex MDAX. Bis Juni 2012 war das Grundkapital in auf den Inhaber lautende Stamm- und Vorzugsaktien eingeteilt. Am 15. Juni 2012 nach Börsenschluss wurden die Vorzugsaktien in Stammaktien umgewandelt und alle Aktien auf Namensaktien umgestellt. Das Grundkapital der Gesellschaft besteht seither aus rund 70,4 Millionen nennwertlosen Namensstammaktien. 2023 wurde erstmals ein Schuldschein-Darlehen im Gesamtwert von 175 Mio. Euro platziert.
Mit Stand Februar 2025 war die Aktionärsstruktur folgende:
- Streubesitz: 64,00 %
- Frasers Group: 19,00 %
- Marzotto-Familie (über PFC S.r.l. / Zignago Holding S.p.A): 15,00 %
- Eigene Aktien: 2,00 %

Am 20. Juni 2025 überschritt die Frasers Group die Schwelle von 25 % der Stimmrechte (Sperrminorität).

## Marketing
Bereits in den 1980er Jahren begann Hugo Boss mit Produktplatzierungen und der Ausstattungen von bekannten Personen. Unter anderem stattete Hugo Boss die Darsteller der in den USA sehr populären Anwaltsserie L.A. Law aus und wurde fortan als Ausstatter von Yuppies gesehen. Als Ankleider der Hauptdarsteller Don Johnson und Philip Michael Thomas betätigte sich Hugo Boss bei der ebenfalls populären und aus Modesicht stilbildenden Krimiserie Miami Vice. Weitere bekannte Persönlichkeiten trugen in der Zeit Boss-Outfits, beispielsweise Michael Jackson, der auf dem Album-Cover von Thriller einen weißen Boss-Anzug trug, oder Sylvester Stallone, der als Rocky einen Boss-Pullover trug.
Die Hugo Boss AG förderte von 1996 bis 2022 alle zwei Jahre als Kultur-Sponsor den von der Solomon R. Guggenheim Foundation verliehenen Hugo Boss Prize und unterstützte internationale zeitgenössische Ausstellungen. In Zusammenarbeit mit der Staatlichen Modeschule Stuttgart vergibt das Unternehmen seit 1987 den Hugo Boss Fashion Award an Modestudenten.
Im Segment Sport-Sponsoring ist Hugo Boss in den Bereichen Motorsport, Golf, Fußball, Segeln, Tennis und Wintersport aktiv. Die Aktivitäten des Unternehmens begannen 1972 mit der Unterstützung des Rennfahrers Jochen Mass und wurden im Bereich Motorsport vor allem durch den Einstieg als Ausrüster des Formel-1-Rennstalls von McLaren 1982 weiter ausgebaut. Damit wurden mehrere Fahrer mit der Kleidung von Hugo Boss ausgestattet, unter anderem Alain Prost, Mika Häkkinen, Ayrton Senna und Niki Lauda. Die Partnerschaft endete 2014 und war eine der längsten Partnerschaften im Motorsport. Mit der Strategie Claim 5 ist Hugo Boss verstärkt ins Sportsponsoring zurückgekehrt. Seitdem steht es z. B. hinter dem Tennis-Turnier Weissenhof in Stuttgart und dem Hahnenkamm-Skirennen in Kitzbühel.
2022 wurde eine globale Kampagne mit Social-First-Inhalten gestartet, vor allem in den sozialen Medien sowie durch großformatige Außenwerbung in 35 Metropolen. Die Kampagne wird mit rund 200 Musikern, Schauspielern und Influencern umgesetzt.
Boss ist seit Juli 2022 offizieller Partner des Aston Martin Aramco Cognizant Formel 1 Team (AMF1). Ein Jahr später ernannte Boss Aston-Martin-Fahrer Fernando Alonso zum Botschafter der Marke. Im Februar 2024 wurde bekannt gegeben, dass die Marke Hugo Partner des Teams Visa Cash App RB (VCARB) wird.
Weiterhin kam im Februar 2024 eine eigene Kollektion des Supermodels Naomi Campbell auf den Markt. Im März desselben Jahres wurde Hugo Boss offizieller Ausstatter des Tennisspielers Taylor Fritz, wobei Fritz sowohl auf dem Platz als auch bei öffentlichen Auftritten Hugo Boss trägt. Im Mai verkündete das Unternehmen eine auf mehrere Jahre angelegte Partnerschaft mit dem ehemaligen Fußballspieler David Beckham, der im Rahmen der Partnerschaft eigene Kollektionen entwirft und kuratiert.
Seit September 2024 ist Hugo Boss offizieller Partner und Ausstatter des VfB Stuttgart.

## Soziales Engagement
Seit 2007 ist Hugo Boss Partner der Kinderschutzorganisation UNICEF. Im Rahmen dieser Kooperation unterstützte das Unternehmen beispielsweise die Projekte Let us learn oder Schulen für Afrika und kreierte 2022 einen individuell gestalteten Teddybären für die Marke Steiff. Weiterhin gründete der Konzern die firmeneigene Hugo Boss Stiftung, deren Haupteinnahmequelle die Initiative „Jeder Kauf zählt“ ist. Die Spenden sind für die Unterstützung lokaler, regionaler und globaler wirkungsorientierter Klima- und Umweltschutzprojekte vorgesehen. Ebenfalls unterstütze die Stiftung den Wiederaufbau einer Berufsschule im türkischen Antakya, die im Frühjahr 2023 durch Erdbeben schwer beschädigt worden war. Zusätzlich zum Wiederaufbau wurde eine Textilabteilung gestiftet, die auch langfristig mit Werkzeugen und Zugang zu Trainern ausgestattet werden soll.
2024 unterzeichnete die Hugo Boss Stiftung zwei langfristige Partnerschaften: Zum einen mit der gemeinnützigen Organisation Coral Gardeners, die sich für die Wiederherstellung von Korallenriffen und Meeresgebieten in Französisch-Polynesien, Fidschi und Thailand einsetzt, zum anderen mit der indischen gemeinnützigen Organisation GVK Society, um regenerative Landwirtschaft zu fördern und Kleinbauern zu stärken.

## Nachhaltigkeit
2016 wurde Hugo Boss Mitglied der Stiftung ZDHC („Zero Discharge of Hazardous Chemicals“), welche sich für Vermeidung von Schadstoffen in der Produktion einsetzt. Seit 2017 beschäftigt sich Hugo Boss mit dem eigenen Beitrag zur erfolgreichen Umsetzung der UN-Nachhaltigkeitsziele. Im Weiteren war Hugo Boss Teil der von der Bundesregierung initiierten Wissenschaftsplattform Nachhaltigkeit 2030 und trat 2024 dem Klimabündnis Baden-Württemberg bei. Nachhaltigkeit ist auch Teil der von Grieder implementierten Claim 5-Strategie. In diesem Rahmen wurde 2022 die Wiederverkaufswebsite „Hugo Boss Pre-Loved“ gestartet, die eine Kreislaufwirtschaft verfolgt. Die Investition in das Start-up Heiq Materials LLC unterstützt die Entwicklung von deren Zellulose-Faser Heiq Aeoniq, welche Chemiefasern wie Polyester ersetzen soll. Heiq Aeoniq wird hauptsächlich aus den Abfällen von Algen, Zuckerrohren, Stroh, Hanf, Nussschalen, Zigarettenstummeln und Kaffeesatz gewonnen.
Im Hugo Boss Digital Campus werden Daten verarbeitet, um die Unternehmensprozesse effizienter zu gestalten und so die Nachfrage nach Produkten besser zu bestimmen, womit die Überproduktion von Bekleidung vermieden wird. Weiterhin werden Strukturen geschaffen, mit denen Lieferketten besser nachvollzogen werden. Dies ist im Einklang mit dem Lieferkettengesetz, das darauf abzielt, dass Umwelt- und Sozialstandards eingehalten werden. Zudem kündigte das Unternehmen an, bis 2050 CO2-neutral zu werden.
Seit Dezember 2023 investiert Hugo Boss als erstes Unternehmen in Collateral Good Ventures Fashion I, einen klimabezogenen Venture-Capital-Fonds zur Förderung von Nachhaltigkeit in der Modeindustrie.
2025 nahm die Eightyards GmbH, eine hundertprozentige Tochtergesellschaft von Hugo Boss, offiziell ihre Geschäftstätigkeit auf. Das Unternehmen mit Sitz in Metzingen koordiniert die Wiederaufbereitung und Weiterverwendung von konzerneigenen Materialüberhängen, auch über den Modesektor hinaus.

## Compliance
Das Unternehmen hat Strukturen zur Wahrung von Compliance eingeführt. Es arbeitet in diesem Kontext mit der Fair Labor Association zusammen, hat ein Ombudsmann-System etabliert, lässt Sozialaudits zu den Arbeitsbedingungen durchführen und bietet die Möglichkeit, das umfassende externe und anonyme Beschwerdemanagement der Fair Labour Association zu nutzen.

## Kritik

### Lohnniveau an ausländischen Standorten
Im Juni 2014 berichteten Medien, unter anderem Spiegel Online, dass Hugo Boss laut einer Studie von Kampagne für Saubere Kleidung seine Mitarbeiter in der Türkei und Kroatien unter den eigenen „Sozialstandards“ bezahle. 308 bis 440 Euro habe die Marke ihren Angestellten in den beiden Ländern Netto durchschnittlich gezahlt. Die Löhne lagen somit unter dem von der Studie selbst geschätzten Existenzminimum sowie unter der EU-Armutsuntergrenze für Kroatien von 554 Euro. Der Durchschnitts-Nettolohn der Branche lag zu der Zeit in der Türkei bei 251 Euro und in Kroatien bei 378 Euro. Auf einen Fragebogen der Kampagne, welche die Umstände recherchierte, reagierte das Unternehmen nicht. Drei Monate zuvor hatte das Unternehmen die auf die Türkei bezogenen Vorwürfe der die Kritik auslösenden Studie als „haltlos“ und „falsch“ zurückgewiesen. Hinsichtlich Kroatien kritisierte die Studie die Lohnhöhe beim Zulieferer Varteks; diese lag allerdings nicht unter dem Mindestlohn-Niveau.

### Baumwolle aus Xinjiang
STRG F hatte 2021 Baumwolle von Hugo Boss-Produkten analysieren lassen. Laut dieser Analyse beziehe Hugo Boss entgegen eigener Darstellung Baumwolle aus Xinjiang. In Xinjiang gibt es Umerziehungslager der chinesischen Regierung, in denen Minderheiten zum Ernten und Weiterverarbeiten von Baumwolle gezwungen werden. Das Unternehmen wies die Darstellung zurück. Hugo Boss wurde zuvor hingegen zur Zielscheibe von offenbar staatlich gesteuerten Boykottkampagnen in China, nachdem das Unternehmen im September 2020 gegenüber NBC News mitteilte, dass man aufgrund der Situation in Xinjiang keine Produkte mehr von dort annimmt.